# 尼布鲁市镇
尼布鲁市镇（瑞典語：Nybro kommun）是瑞典东南部卡尔马省的一个市镇。其治所位于尼布鲁。